# Старое Зубарево
Старое Зубарёво — деревня, центр сельской администрации в Краснослободском районе. Население 537 чел. (2001), в основном русские. Расположена на р. Мокше, в 4 км от районного центра и 56 км от железнодорожной станции Ковылкино. 

## Этимология
Название-антропоним: владельцами населенного пункта были Зубарёвы, служилые люди на Атемарской засечной черте. 

## История
Основано в середине 17 в. В «Списке населённых мест Пензенской губернии» (1869) Старая Зубарёвка — деревня казённая из 20 дворов Краснослободского уезда. В 1913 г. в селе насчитывалось 100 дворов (588 чел.), в 1931 г. — 148 дворов (722 чел.). Был образован совхоз «Красный коноплевод», в 1941 г. на его базе создана 2-годичная агрошкола (ныне Краснослободский аграрный колледж). В современном селе — начальная школа, фельдшерско-акушерский пункт, магазин. Возле д. Старое Зубарёво — стоянки эпохи энеолита, могильник древней мордвы (8 —11 вв.; исследовал А. А. Спицын в 1892 г.). 

## Уроженцы села
- Краевед Н. П. Шмырёв,
- Кандидат физико-математических наук Д. П. Бочкарёв,
- Поэт М. И. Уездин.

## Демография
В Старозубарёвскую сельскую администрацию входят с. Заречное (649 чел.; родина главы МО Краснослободск В. П. Тараскина), Пригородное (455), д. Литва (244), Русские Полянки (198), пос. Пенькозавод (207) и Совхоз «Красный коноплевод» (801 чел.).